# Naturnationalpark Gribskov
Naturnationalpark Gribskov  var blandt de to første Naturnationalparker der blev vedtaget oprettet i juni 2020, den anden var Naturnationalpark Fussingø. Den forventes åbnet i slutningen af 2022. Den har af IUCN (International Union for the Conservation of Nature) fået den internationale nationalparkbetegnelse: forvaltningskategori II Nationalpark.

## Om Naturnationalparken
Naturnationalparken er et sammenhængende løvskovsområde i Gribskov på cirka 1300 hektar beliggende i Gribskov og Hillerød kommuner. Mod nord er området afgrænset af Frederiksværksvej, mod vest af Gribskovbanen. Mod syd afgrænses området af Kildeportvej og mod øst af Gillelejevej.

### Udsættelse af dyr
Målet er at understøtte et økosystem med naturlige processer og dynamikker og minimal brug af
forvaltningsindgreb. For at opnå dette er det er planen at udsætte der store planteædende pattedyr bag hegn i området. Der bliver tale om elsdyr, krondyr og kreaturer, der udsættes i området og som skal være med til at skabe en større grad af variation med flere lysninger, varierede overgangszoner mellem skov og lysåben natur, mere dødt
ved m.m. Der opsættes et robust hegn med en højde på 2,5 meter. I forbindelse med etableringen af det nye hegn nedtages eksisterende to-trådede elhegn. Hegnet skal tillade mindre pattedyr så som hare, ræv, grævling og rådyr sikker passage af hegnet.

### Andre beskyttelser
Denne naturnationalpark indgår i nationalparken Kongernes Nordsjælland, og er en del af Natura 2000-område nr. 133 Gribskov, Esrum Sø og Snævret Skov. Omkring 10% af naturnationalparken er udpeget som beskyttet natur efter naturbeskyttelseslovens §3.
Området indgår i Parforcejagtlandskabet i Nordsjælland der blev optaget på UNESCOs Verdensarvsliste i 2015.

### Beøgsfaciliteter
I september 2022 blev der, ud over det tidligere tildelte , og som en del af et samlet pakke, afsat midler til udvidelse af friluftsfaciliteterne i Gribskov Vest for at skabe et attraktivt besøgsområde uden for naturnationalparken med bl.a. borde/bænke sæt, bålsteder/grill og primitive lejrpladser, hvoraf nogle bliver med shelters. Desuden arbejdes der på nye rideruter uden for naturnationalparken.